# Pierre-Emmanuel Dalcin
Pierre-Emmanuel Dalcin (ur. 15 lutego 1977 w Saint-Jean-de-Maurienne) – francuski narciarz alpejski, brązowy medalista mistrzostw świata juniorów.

## Kariera
Po raz pierwszy na arenie międzynarodowej Pierre-Emmanuel Dalcin pojawił się 15 grudnia 1994 roku w Val Thorens, gdzie w zawodach FIS Race nie ukończył pierwszego przejazdu w slalomie. W 1995 roku wystartował na mistrzostwach świata juniorów w Voss, gdzie nie ukończył rywalizacji w slalomie. Podczas rozgrywanych rok później mistrzostw świata juniorów w Schwyz, zdobył brązowy medal w supergigancie. W zawodach tych wyprzedzili go jedynie dwaj Szwajcarzy: Didier Défago oraz Silvano Beltrametti. W zawodach Pucharu Świata zadebiutował 23 stycznia 1998 roku w Kitzbühel, gdzie nie ukończył zjazdu. Pierwsze pucharowe punkty zdobył 12 grudnia 1998 roku w Beaver Creek, zajmując 29. miejsce w tej samej konkurencji. Pierwsze podium w zawodach tego cyklu wywalczył 1 lutego 2004 roku w Garmisch-Partenkirchen, gdzie był drugi w supergigancie. W zawodach tych rozdzielił Austriaka Hermanna Maiera i Tobiasa Grünenfeldera ze Szwajcarii. Na podium stanął także 20 stycznia 2007 roku w Val d’Isère, zwyciężając w zjeździe. Najlepsze wyniki osiągnął w sezonie 2006/2007, zajmując 35. miejsce w klasyfikacji generalnej i trzynaste w klasyfikacji zjazdu.
Kilkukrotnie startował na mistrzostwach świata, najlepszy wynik osiągając podczas rozgrywanych w 2001 roku mistrzostw świata w St. Anton, gdzie zajął dziewiąte miejsce w supergigancie. Na tej samej imprezie oraz rozgrywanych dwa lata później mistrzostwach świata w Sankt Moritz zajmował także piętnaste miejsce w zjeździe. W 2002 roku wystartował w biegu zjazdowym na igrzyskach olimpijskich w Salt Lake City, zajmując jedenastą pozycję. Brał również udział w rozgrywanych w 2006 roku igrzyskach olimpijskich w Turynie, gdzie ponownie był jedenasty w zjeździe, a rywalizacji w supergigancie nie ukończył. Kilkukrotnie zdobywał medale mistrzostw Francji, w tym złote w zjeździe w 2000 roku i supergigancie w 2006 roku. W 2010 roku zakończył karierę.

## Osiągnięcia

### Igrzyska olimpijskie
| Miejsce | Dzień     | Rok  | Miejscowość    | Konkurencja | Czas biegu  | Strata  | Zwycięzca           |
| ------- | --------- | ---- | -------------- | ----------- | ----------- | ------- | ------------------- |
| 11.     | 10 lutego | 2002 | Salt Lake City | Zjazd       | 1:39,13 min | +1,45 s | Fritz Strobl        |
| 11.     | 12 lutego | 2006 | Turyn          | Zjazd       | 1:48,80 min | +1,55 s | Antoine Dénériaz    |
| DNF     | 18 lutego | 2006 | Turyn          | Supergigant | 1:30,65 min | -       | Kjetil André Aamodt |

### Mistrzostwa świata
| Miejsce | Dzień       | Rok  | Miejscowość          | Konkurencja | Czas biegu  | Strata  | Zwycięzca          |
| ------- | ----------- | ---- | -------------------- | ----------- | ----------- | ------- | ------------------ |
| 9.      | 31 stycznia | 2001 | St. Anton am Arlberg | Supergigant | 1:21,46 min | +1,14 s | Daron Rahlves      |
| 15.     | 7 lutego    | 2001 | St. Anton am Arlberg | Zjazd       | 1:38,74 min | +2,44 s | Hannes Trinkl      |
| DNF     | 2 lutego    | 2003 | Sankt Moritz         | Supergigant | 1:38,80 min | -       | Stephan Eberharter |
| 15.     | 8 lutego    | 2003 | Sankt Moritz         | Zjazd       | 1:43,54 min | +2,08 s | Michael Walchhofer |
| 32.     | 29 stycznia | 2005 | Bormio               | Supergigant | 1:27,55 min | +2,92 s | Bode Miller        |
| 31.     | 5 lutego    | 2005 | Bormio               | Zjazd       | 1:56,22 min | +3,42 s | Bode Miller        |
| DNF     | 6 lutego    | 2007 | Åre                  | Supergigant | 1:14,30 min | +0,63 s | Patrick Staudacher |
| 19.     | 11 lutego   | 2007 | Åre                  | Zjazd       | 1:44,68 min | +2,15 s | Aksel Lund Svindal |
| 22.     | 4 lutego    | 2009 | Val d’Isère          | Supergigant | 1:19,41 min | +3,43 s | Didier Cuche       |
| 18.     | 7 lutego    | 2009 | Val d’Isère          | Zjazd       | 2:07,01 min | +3,67 s | John Kucera        |

### Mistrzostwa świata juniorów
| Miejsce | Dzień     | Rok  | Miejscowość | Konkurencja | Czas biegu  | Strata  | Zwycięzca          |
| ------- | --------- | ---- | ----------- | ----------- | ----------- | ------- | ------------------ |
| DNF     | 19 marca  | 1995 | Voss        | Slalom      | 1:32,12 min | -       | Florian Seer       |
| 11.     | 27 lutego | 1996 | Schwyz      | Zjazd       | 1:31,08 min | +2,29 s | Ambrosi Hoffmann   |
| 3.      | 28 lutego | 1996 | Schwyz      | Supergigant | 1:26,76 min | +0,44 s | Didier Défago      |
| 23.     | 1 marca   | 1996 | Schwyz      | Gigant      | 2:03,09 min | +4,04 s | Rainer Schönfelder |
| DNF2    | 3 marca   | 1996 | Schwyz      | Slalom      | 1:31,71 min | -       | Benjamin Raich     |

### Puchar Świata

#### Miejsca w klasyfikacji generalnej
- sezon 1999/2000: 87.
- sezon 2000/2001: 55.
- sezon 2001/2002: 36.
- sezon 2002/2003: 62.
- sezon 2003/2004: 58.
- sezon 2004/2005: 100.
- sezon 2005/2006: 77.
- sezon 2006/2007: 35.
- sezon 2007/2008: 85.
- sezon 2008/2009: 85.
- sezon 2009/2010: 141.

#### Miejsca na podium
1. Garmisch-Partenkirchen – 1 lutego 2004 (zjazd) – 2. miejsce
2. Val d’Isère – 20 stycznia 2007 (supergigant) – 1. miejsce